# Alfred Vance
Alfred Peek Stevens (* 1839 ; † le 26 décembre 1888), mieux connu sous son nom de scène d'Alfred Vance et populairement comme The Great Vance, fut un artiste de music-hall anglais du XIXe siècle.